# Le Lys brisé (film, 1919)
Pour les articles homonymes, voir Le Lys brisé.
Pour plus de détails, voir Fiche technique et Distribution.

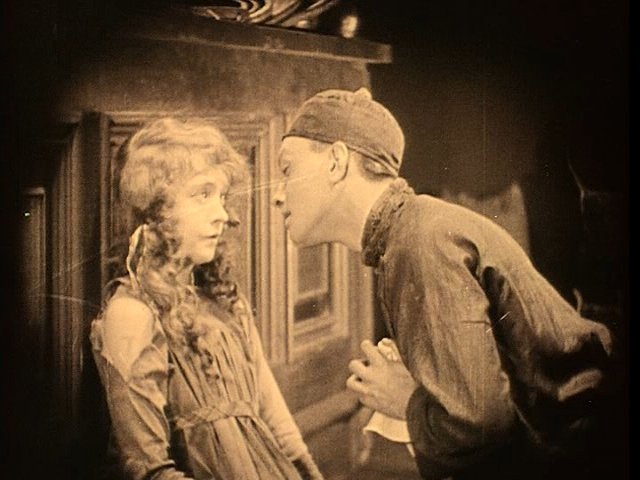
Lillian Gish et Richard Barthelmess.

Le Lys brisé (Broken Blossom) est un film muet américain réalisé par D. W. Griffith, sorti en 1919. 
Le film reste un exemple de ce qu'on a appelé à Hollywood « le style doux ». D'une beauté éblouissante, il offre leurs plus beaux rôles à Lillian Gish et à son partenaire Richard Barthelmess.

## Synopsis
Le Chinois Cheng-Huan (« the yellow man ») reçoit comme mission d’aller apporter la bonne parole de Bouddha aux Anglais. Mais la tâche s’annonce plus difficile que prévu. Il ouvre un magasin dans un quartier de Londres, Limehouse, et passe son temps à fumer de l’opium et à admirer, à chaque fois qu'il la voit, Lucy, une jeune fille martyrisée par un père raciste et sans scrupule. Un soir, celle-ci, blessée, erre dans les rues de la ville. Cheng-Huan finit par la recueillir. Prenant soin d’elle, il ne sait comment lui déclarer sa flamme. 

## Fiche technique
- Titre : Le Lys brisé
- Titre original : Broken Blossom
- Réalisateur : David Wark Griffith
- Scénario : David Wark Griffith d’après la nouvelle de Thomas Burke, Cutie Beautiful (The Chink and the Child)
- Photographie : G. W. Bitzer
- Cadreur : Karl Brown
- Montage :
- Musique : David Wark Griffith et (arrangeur musical, non crédité) Louis F. Gottschalk
- Effets spéciaux : Hendrik Sartov (non crédité)
- Producteur : David Wark Griffith
- Société de production : D.W. Griffith Productions
- Société de distribution : United Artists
- Pays de production :  États-Unis
- Format : Noir et blanc (teinté) - Film muet
- Cadence de prise de vue : 16i/s
- Genre : Mélodrame
- Durée : 90 minutes
- Dates de sortie :
  - États-Unis : 13 mai 1919 (première à New York), 20 octobre 1919 (sortie nationale)
  - France : 17 décembre 1920

## Distribution
- Lillian Gish : Lucy Burrows
- Richard Barthelmess : Cheng Huan
- Donald Crisp : Battling Burrows (père de Lucy)
- Arthur Howard : Le patron
- Edward Peil Sr. : Evil Eye, le boutiquier chinois
- George Beranger : Le mouchard
- Kid McCoy : Un boxeur professionnel
- George Nichols : Un policier londonien (non crédité)

## Commentaires
Le film commence par une vision paradisiaque, par une succession de plans généraux qui deviennent de plus en plus étroits au fur et à mesure que l'on progresse dans l'histoire. Le plan est une unité spatio-temporelle de prise de vue et de montage. Il existe différents types de plans qui sont répertoriés sur une échelle qui va du gros plan au plan de très grand ensemble. Griffith utilise le principe de l'alternance pour créer du suspense et ainsi doter son récit d'une tension narrative. Ainsi, lorsque Lucy est prise au piège dans le cagibi et que le chinois accourt pour lui porter secours, il alterne les plans, passe successivement de l'un à l'autre et le spectateur se demande si l'amoureux arrivera à temps. 
Tout au long du film, les personnages se réfugient dans des cadres de plus en plus étroits qui participent à leur massacre et nous livrent en même temps le pathétique de leur appel ; l’espace dans lequel ils jouent est centripète, la caméra essaie sans cesse de se rapprocher du centre de l’action, de la scène. Par exemple, à la fin du film, au sommet du conflit, Lucy se trouve comme étranglée dans un lieu clos, le cagibi, menacée par son père, furieux. Elle gesticule, elle hurle, elle crie, en vain, personne ne peut l’entendre. Griffith veut susciter chez le spectateur des sentiments de pitié envers Lucy, il veut qu'il ait envie de « pénétrer dans le film » pour lui porter secours et il utilise alors beaucoup les gros plans pour que celui-ci puisse aisément percevoir l’angoisse et la peur qui se lit à ce moment sur le visage de la jeune fille. Les acteurs ne regardent plus la caméra et, grâce notamment au suspense engendré par le principe de l’alternance, le spectateur s’identifie aux personnages et est poussé à une réflexion par le réalisateur : il y a immersion du spectateur dans le film. 
Au début du film, Griffith prend le temps de nous présenter les protagonistes les plus importants de l’histoire. En effet, le Chinois nous est d’abord présenté comme un être pacifiste et doux discutant avec son maître, puis cherchant à calmer un groupe de soldats anglais bagarreurs; ensuite Lucy comme une pauvre petite fille malheureuse vagabondant sur les docks où un marin fume une cigarette et enfin le père comme une brute ivrogne célébrant sa dernière victoire de boxe en compagnie de son coach. Griffith veut nous faire passer un message et à cette fin, remplace « l’inquiétant asiatique » par l’idéal d’amour universel que la brute raciste de l’Occident va détruire alors que, à l'inverse, dans son film « The birth of a nation », les noirs étaient représentés comme les méchants que les bons, les blancs, se devaient d’éliminer. Ainsi, Griffith a inversé les rôles, accablant le père raciste et glorifiant le Chinois.